# دي سمارت
دي سمارت (بالإنجليزية: Dee Smart)‏ هي ممثلة أسترالية، ولدت في 9 يوليو 1966 بأديلايد في أستراليا.

## وصلات خارجية
- دي سمارت على موقع IMDb (الإنجليزية)
- دي سمارت على موقع قاعدة بيانات الفيلم (الإنجليزية)